# David Alberto Fuks
David Alberto Fuks (Rosario, 3 de febrero de 1950 - Ibidem, 8 de octubre de 2016) fue un psicólogo, ensayista, poeta, escritor, traductor, editor, investigador y artista plástico argentino. Se graduó en Psicología en la Universidad Nacional de Rosario (U.N.R.). Algunas de sus obras fueron traducidas al hebreo y al francés, y otras se han difundido en España.

## Biografía
Fuks fue profesor titular de la U.N.R. y exprofesor en la Universidad Abierta Interamericana y en la Universidad de Concepción del Uruguay. Se desempeñó profesionalmente como profesor de Teorías y Técnicas para la Creatividad y la Innovación en Postítulo de formación universitaria en diseño de comunicación visual con articulación al título de grado de licenciado en diseño de comunicación visual de la Facultad de Arquitectura de la U.N.R. y como miembro de la Junta de Evaluación para personas con discapacidad del Ministerio de Salud de Santa Fe.
Fue conferencista asiduo en centros culturales y colaborador permanente de diferentes publicaciones culturales nacionales y extranjeras. Además dirigió la revista Étimos. Fue miembro del equipo de investigación  (método relatos de vida) sobre el tema: ”Huellas del campo teórico y clínico de la psicología a través de testimonios de actores de la red social de psicólogos y estudiantes de psicología víctimas del terrorismo de estado” (Foro por los DDHH del Colegio de Psicólogos).
Fue crítico de filosofía del diario La Capital, de Rosario. Ejerció la crítica y el ensayo en diferentes publicaciones nacionales y extranjeras tales como El ojo mocho (Buenos Aires), La Avispa, La Pecera (Mar del Plata), Cuadernos para el Diálogo (Madrid), etc. Fue co-fundador y co-director en 1994 del Centro “Felix Guattari” de Estudios e Investigaciones de la Facultad de Humanidades y Artes de la U.N.R., y también se desempeñó como director de la revista Despliegos en sociedad y cultura.
David Fuks falleció a las 23:45 P.M. del sábado 8 de octubre de 2016, tras una larga lucha contra el cáncer. Su muerte se produjo en Yom Kippur, acompañado de su familia, y fue sepultado en el cementerio Israelita al día siguiente, como reza la tradición judía.

## Traducciones
Son suyas algunas versiones al castellano de poemas de Edmond Jabès, autor al que le ha consagrado numerosos ensayos.

## Distinciones
- Primer Premio Internacional de Poesía "Nuria Villá" de la Universidad Nacional de Tucumán (2009).

## Publicaciones

### Poesía
- Diciembre cuando apuñala a traición, (Ed. La Lámpara Errante, Bs. As. 1991)
- Codicia de Piélagos, (Rosario, Press Scripta Ed., Col. de Poesía 2008). ISBN 987-23330-0-9
- Vita a cor, (Rosario, Press Scripta Ed., Col. de Poesía 2010). ISBN 978-987-23330-7-2
- Ciclo –Antología de diez poetas y uno más, (Ed. Alfil, Tel Aviv, 1980)

### Ensayos
- Edmond Jabès: Entre el erotismo y el panerotismoen las márgenes de los archipiélagos en Cuerpo y literatura. Actas Coloquio de Literatura Francesa y Francófona (C.E.L.F/ FHYA, U.N.R, 1997)
- Los niños y la pobreza: de la construcción de la infancia y el infanticidio social a los derechos humanos y la utopía en Nuestra pobreza. A.Firpo (comp.), Edit. Fund. Ross. 1997)  ISBN 950-9472-50-6
- Judaísmo de la miseria o miseria del judaísmo en Crecer en el Gueto. Crecer en el Mundo (M. Aguinis et alt.). ISBN 9879491661 /ISBN 9789879491669

### Narrativa
- Claubsurda gatillo (Mínima Inmoralia Ed., 2000)